# 张达 (1905年)
张达（1905年—1997年），男，直隶（今河北）定县人，中华人民共和国政治人物，曾任河北省人大常委会副主任。

## 生平
1933年加入中国共产党。曾任晋察冀党校教务主任。1941年10月至1942年6月任冀中七地委代理书记、冀东区委宣传部长。
1949年后任唐山市委宣传部长，河北省第五届人大常委会副主任。

## 家庭
妻子白芸，曾任河北省政协副主席。